# Dimolybdène
Le dimolybdène ou dimère de molybdène est une molécule diatomique composée de deux atomes de  molybdène, de formule Mo2. Mo2 a la particularité de posséder une liaison sextuple, caractéristique partagée avec W2.